# Unión Soviética en los Juegos Olímpicos de Grenoble 1968
La Unión Soviética estuvo representada en los Juegos Olímpicos de Grenoble 1968 por un total de 74 deportistas que compitieron en 8 deportes.  
El portador de la bandera en la ceremonia de apertura fue el biatleta Viktor Mamatov.

## Medallistas
El equipo olímpico soviético obtuvo las siguientes medallas:
| Nombre                                                              | Deporte               | Competición       |
| ------------------------------------------------------------------- | --------------------- | ----------------- |
| Oro                                                                 |                       |                   |
| Alexandr Tijonov Nikolai Puzanov Viktor Mamatov Vladimir Gundartsev | Biatlón               | 4 × 7,5 km M      |
| Equipo                                                              | Hockey sobre hielo    | Torneo M          |
| Liudmila Belousova Oleg Protopopov                                  | Patinaje artístico    | Parejas           |
| Liudmila Titova                                                     | Patinaje de velocidad | 500 m F           |
| Vladimir Belousov                                                   | Saltos en esquí       | Trampolín largo M |
| Plata                                                               |                       |                   |
| Alexandr Tijonov                                                    | Biatlón               | 20 km M           |
| Viacheslav Vedenin                                                  | Esquí de fondo        | 50 km M           |
| Galina Kulakova                                                     | Esquí de fondo        | 20 km F           |
| Tatiana Zhuk Alexandr Gorelik                                       | Patinaje artístico    | Parejas           |
| Liudmila Titova                                                     | Patinaje de velocidad | 1000 m F          |
| Bronce                                                              |                       |                   |
| Vladimir Gundartsev                                                 | Biatlón               | 20 km M           |
| Alevtina Kolchina                                                   | Esquí de fondo        | 5 km F            |
| Alevtina Kolchina Rita Achkina Galina Kulakova                      | Esquí de fondo        | 3 × 5 km F        |